# Samuel Spier

Samuel Spier auf dem sogenannten „Kettenbild“ von Ende 1870 mit Porträts von Gegnern des deutsch-französischen Krieges bzw. (mit Ausnahme von Jacoby) Protagonisten der frühen SDAP. Von oben im Uhrzeigersinn: Karl Marx, Johann Jacoby, Wilhelm Liebknecht, Samuel Spier, Wilhelm Bracke, August Bebel

Samuel Spiers und Wilhelm Brackes Thesen zum demokratischen Programm von Johann Jacoby 1868

Samuel Spier (geb. 4. April 1838 in Alsfeld; gest. 9. November 1903 in Frankfurt am Main) war ein deutscher Lehrer, Internatsdirektor, Privatgelehrter sowie als Politiker ein Kämpfer für Demokratie und soziale Gerechtigkeit. Zwischen 1867 und 1871 zählte er zu den einflussreichsten Vertretern der frühen deutschen Sozialdemokratie. Er bereitete den Eisenacher Kongress maßgeblich mit vor, auf dem die SDAP, Vorläuferin der SPD, gegründet wurde, beeinflusste das dort verabschiedete Programm in erheblichem Maße und wurde der erste De-facto-Vorsitzende des Parteiausschusses und damit der neugegründeten Partei.

## Leben
Der Sohn einer wohlhabenden jüdischen Kaufmannsfamilie besuchte in seinem Geburtsort zunächst die Grundschule, dann eine Privatschule, 1852 das Gymnasium in Gießen und ab 1855 das in Büdingen, wo er 1856 das Abitur als zweitbester Schüler seines Jahrgangs nach seinem Klassenkameraden Adolf Calmberg erlangte. Anschließend studierte er in Gießen Philosophie und Naturwissenschaften für das Lehramt. 1862 trat Spier eine Stelle als Lehrer am Brüsselschen Institut, einer höheren Handelsschule für Knaben mit Internat, in Segnitz bei Würzburg an.
Im Herbst 1864 wechselte Spier als „erster Lehrer“ an die Samsonschule nach Wolfenbüttel. Diese Schule war, wie das Segnitzer Internat, eine modern ausgerichtete jüdische Lehranstalt. Man strebte nach einem gleichberechtigten Zusammenleben mit dem christlichen Umfeld. Dieses geistige Klima kam Spier sehr entgegen. Er war Mitglied im Verband Freireligiöser und trat für Toleranz und religiöse Freizügigkeit ein. Theologen wollte er aus den Schulämtern verbannt wissen.
Nach Jahren der politischen Aktivität von Wolfenbüttel aus ging er 1872 zurück nach Segnitz in eine Art Exil, offiziell war er seit 1871 auch in Frankfurt gemeldet.
Samuel Spier war verheiratet mit der ebenfalls jüdischen, freidenkenden Schriftstellerin und Kunstkritikerin Anna Spier, geborene Kaufmann (* 16. Juli 1852 Frankenthal in der Pfalz; † 28. Dezember 1933 Göttingen), die er am 16. September 1872 in Segnitz in einer schlichten zivilen Trauung geheiratet hatte. Anna Spier, die ebenso wie ihr Mann mit zahlreichen Künstlern und Persönlichkeiten wie Ludwig Pfau, Hans Thoma, Franz von Lenbach, Edgar Hanfstaengl, Elly Heuss-Knapp sowie besonders mit dem Ehepaar Helene Böhlau/Friedrich Arnd befreundet war, heiratete sieben Jahre nach dem Tode von Samuel Spier, am 24. August 1910, in zweiter Ehe den bedeutenden Mediziner und Chemiker Erich Meyer (1874–1927), der nacheinander in Straßburg, München und Göttingen Kliniken leitete und unter anderem für seine Forschungen über die Diurese und als Herausgeber wichtiger medizinischer Fachliteratur wie Mikroskopie und Chemie am Krankenbett und Therapeutische Halbmonatshefte bekannt ist.
Samuel Spier hatte drei Kinder mit Anna, die alle in Segnitz geboren wurden: Die am 3. November 1873 geborene Maria Sara starb am 16. April 1875 und wurde auf dem jüdischen Friedhof zu Heidingsfeld beerdigt. Der einzige Sohn Oscar Benedict kam am 29. März 1875 zur Welt und wurde Rechtsanwalt (1940 in Frankfurt von den Nazis in den Tod getrieben). Die Tochter, Else Caroline, geboren am 14. November 1876, zog am 1. April 1905 von Frankfurt nach Falkenstein, und starb nach Auskunft des Amtsgerichts (Nachlassgericht) Frankfurt am Main am 27. April 1921 in Göttingen.

## Nationalliberaler
Spier ist liberal und demokratisch beeinflusst aufgewachsen. Sein Vater galt als Anhänger der 1848er Demokratiebewegung. Samuel Spiers Schuldirektor in Büdingen, Georg Thudichum (dieser war seinerseits ein Schüler Friedrich Gottlieb Welckers), war ein liberaler Politiker. Auch sein erster Chef, Simon Louis Eichenberg, der Direktor des Brüsselschen Instituts in Segnitz und in dieser Funktion auch Spiers Vorgänger, war fortschrittlich orientiert.
Spier hatte Kontakt zu dem Ökonomen Hermann Schulze-Delitzsch (1808–1883), den er bereits 1863 und 1865 getroffen und am 9. August 1866 in einem launigen Artikel für das Braunschweiger Tageblatt humorvoll beschrieben hatte. Spier besuchte Kongresse der Liberalen und korrespondierte mit verschiedenen bedeutenden Vertretern aus dem Lager des liberalen Bürgertums. Er schrieb zahlreiche Artikel in dieser Zeit, die er alle mit dem Kürzel Sp. unterzeichnete. (Quelle: Hensel, Gatt-Rutter: Svevo-Spier 1996, 61 ff., 278.)
Politisch ambitioniert und Anhänger des deutschen Nationalvereins kam Samuel Spier 26-jährig nach Wolfenbüttel. „Ich lege auf demokratische Einrichtungen … Gewicht“, ist hier eine seiner ersten belegten politischen Aussagen. Spier schrieb für das liberale Braunschweiger Tageblatt. Ganz im Geiste des Nationalliberalismus engagierte er sich in Wolfenbüttel im Gewerbeverein und im pädagogischen Verein. In Bezug auf die sich immer schärfer abzeichnenden sozialen Nöte der Arbeiterschaft vertrat er die linksliberale Position der Selbsthilfe. Volksbildung war für Spier ein Beitrag zur Selbsthilfe und so gehörte er 1865 in Wolfenbüttel zu den Mitbegründern eines Arbeiterbildungsvereins.

## Sozialdemokrat
Die Auseinandersetzung mit den Thesen Lassalles ließ Spier in seiner bisherigen Anschauung ins Wanken geraten. Beim Lesen Lassallescher Schriften gewann er nach eigenem Bekunden den Eindruck, „dass der Socialismus doch nicht blos eitel Narrheit und Unsinn sei, wie es gewöhnlich in den National-Liberalen-Blättern dargestellt wird.“
Am 21. Juni 1867 organisierte die Braunschweiger Ortsgruppe des Lassalleschen ADAV einen Arbeitertag. Spier nahm als Vertreter des Wolfenbütteler Arbeiterbildungsvereins daran teil und erlebt hier eine Ansprache des Kaufmanns Wilhelm Bracke (1842–1880).
Das Erlebnis des Arbeitertages und insbesondere der mitreißende Auftritt Brackes wandelten Spier endgültig vom Nationalliberalen zum Anhänger der Lassalleschen Ideologie. Noch auf der Versammlung trat er dem ADAV bei. In Wolfenbüttel rief er umgehend eine Ortsgruppe des ADAV ins Leben.
Die innerhalb kürzester Zeit entwickelten Aktivitäten Spiers waren so beeindruckend, dass man ihn in Wolfenbüttel zum Kandidaten für die anstehenden Wahlen zur Versammlung des Norddeutschen Bundes küren wollte. Dies lehnte Samuel Spier jedoch mit der Begründung ab, er gehöre erst kurze Zeit dem ADAV an und könne noch nicht absehen, ob er seine Meinung beibehalten werde.
Spier gewann immer stärken Einfluss auf das Erscheinungsbild des ADAV und avancierte zu einem der heftigsten Kritiker des damaligen ADAV-Vorsitzenden Johann Baptist von Schweitzer. In immer schärferer Form übte er Kritik an undemokratischen Strukturen des ADAV und dem Führungsstil Schweitzers.
Diese Kritik trug Spier zu Ostern 1869 in Elberfeld öffentlich auf der Generalversammlung des ADAV vor. Von Schweitzer gab scheinbar nach und willigte in Änderungen der Organisationsstatuten und Beschneidungen seiner Kompetenzen ein. Als v. Schweitzer dann aber kurze Zeit darauf die Veränderungen in seiner kritisierten, selbstgerechten Art wieder zurücknahm – die Oppositionellen sprachen damals von „Staatsstreich“ –, kam es zum offenen Bruch.
Am 22. Juni 1869 trafen sich die ADAV-Führer Julius Bremer, Theodor Yorck, Bracke und  Samuel Spier mit den Führern der Sächsischen Volkspartei, Wilhelm Liebknecht und August Bebel, „in einem Gasthaus dritter Güte in Magdeburg“ (Bebel) zur Vorbereitung der wenige Wochen später in Eisenach mit der Gründung der Socialdemokratischen Arbeiterpartei Deutschlands vollendeten Trennung vom ADAV.
Das Programm der SDAP trägt in vielen Bereichen die Handschrift Spiers. 15 im Versammlungsprotokoll vermerkte Redebeiträge dokumentieren, wie sehr er auf die Formulierungen der Parteistatuten Einfluss genommen hat. Bis heute wirkt die von Spier geforderte und auch durchgesetzte demokratische innere Parteistruktur nach. Ganz im Sinne Spiers wurde im Eisenacher Programm auch die Forderung nach einer allgemeinen Grundbildung und der Zugang zu höheren Schulen ohne Einschränkung des Standes festgeschrieben.
Auf Vorschlag von Wilhelm Liebknecht bestimmte man in Eisenach Braunschweig-Wolfenbüttel gegen die ebenfalls vorgeschlagenen Orte Leipzig, Hamburg und Wien zum Sitz des Parteiausschusses sowie Hamburg in der Person von August Geib zum Sitz der Kontrollkommission. Liebknechts Begründung war, dass Braunschweig-Wolfenbüttel „vortrefflich im Centrum der Bewegung“ liege und sich die dortigen Parteiführer – Bracke und Spier – trotz großer Prinzipientreue „nach keiner Seite Feindschaft zugezogen haben“. Liebknecht betonte ausdrücklich, dass weder er noch Bebel die Führung der Partei anstrebe. Damit war eine Dreiteilung der Macht klar festgelegt, durch die man Vorkommnisse – wie zuletzt beim ADAV – von vornherein ausschließen wollte. Offizieller Vorsitzender des Ausschusses war zwar zunächst Heinrich Ehlers, ein Braunschweiger Freund Brackes, später ein 40-jähriger Leipziger Schneidergeselle namens Carl Kühn, über den ansonsten nichts überliefert ist und der auch – außer als Mitangeklagter im Braunschweiger Sozialistenprozess 1871 – nie in Erscheinung trat, aber die nun noch stärker exponierten wirklichen Führer Bracke und Spier wenigstens teilweise aus der politischen Schusslinie hielt. [Quelle und Zitate Liebknechts nach Eckert, 100 Jahre, 100 f. – siehe auch das Kapitel „An der Spitze der Sozialdemokratischen Arbeiterpartei“, 103 ff.]
Tatsächlicher Vorsitzender des Ausschusses und damit der neuen Partei war folglich der „Stellvertreter“: Samuel Spier. Wilhelm Bracke wurde zum Kassierer gewählt, konnte sich jedoch lange Zeit aus privaten und gesundheitlichen Gründen um Parteigeschäfte kaum kümmern. Samuel Spier war es, der von nun an fast jeden Tag mit dem Zug von Wolfenbüttel nach Braunschweig fuhr, um die vom Parteisekretär Leonhard von Bonhorst vorbereitete Korrespondenz zu prüfen und zu unterzeichnen. Für gut zwei Jahre lag ein sehr großer Teil der politischen und organisatorischen Verantwortung für die junge Partei in Wolfenbüttel und Braunschweig, namentlich bei Samuel Spier und Wilhelm Bracke.

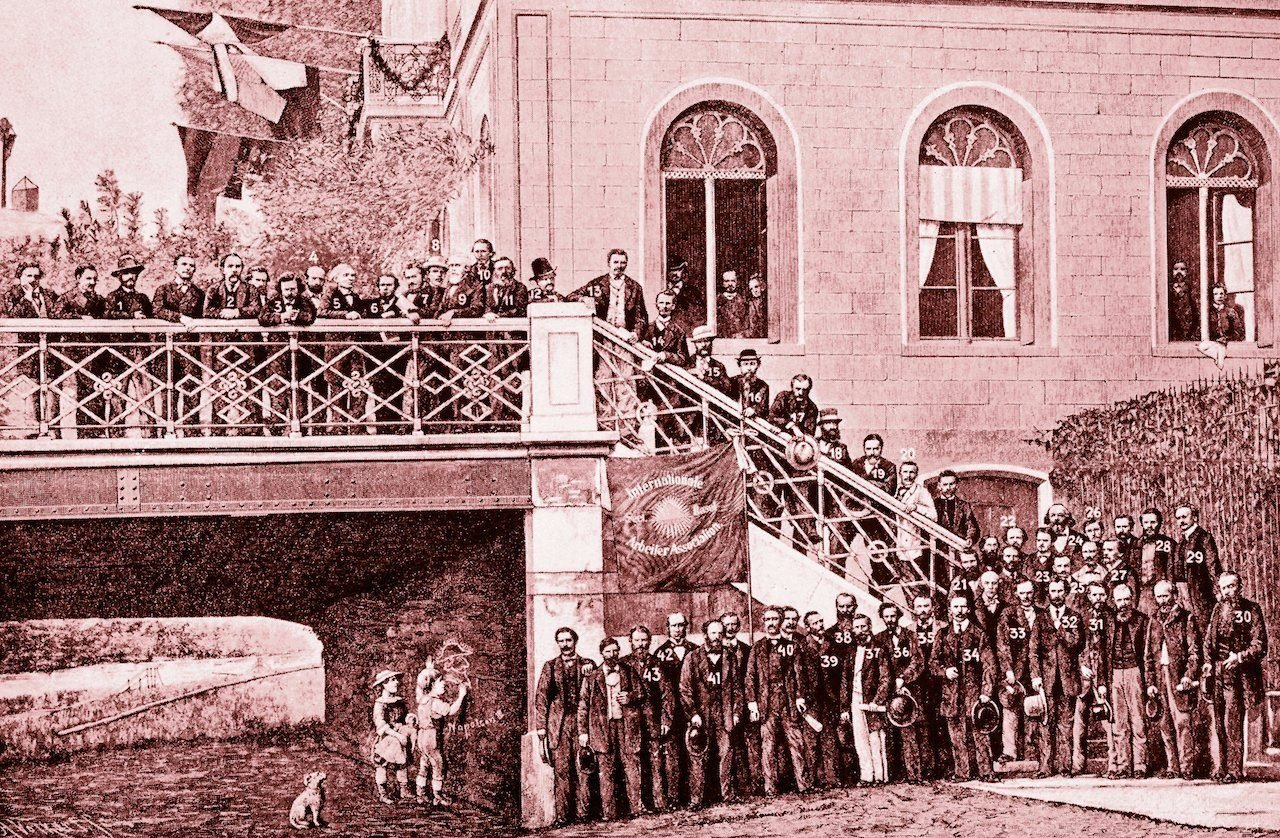
Die Delegierten des Basler Kongresses 1869

1869 ging Spier mit Wilhelm Liebknecht als Delegierter zum vierten Kongress der ersten Internationale nach Basel, der vom 6. bis 12. September stattfand. Dort traf er die IAA-Führer Eccarius, Bakunin, Hermann F. Jung, Moses Heß und Johann Philipp Becker, der ihn und Bracke von Genf aus bei den Auseinandersetzungen mit Schweitzer unterstützt hatte. Auch mit Heß und Eccarius stand er im Briefkontakt. Spier fungierte mit Liebknecht und Heß als Secrétaire de langue allemande und arbeitete intensiv im Ausschuss für Bildung und Unterricht. Im Protokoll wird er achtmal genannt. Spier gehörte zu den 54 Delegierten, die dafür plädierten, dass die Gesellschaft das Recht haben sollte, das individuelle Eigentum an Boden abzuschaffen. Spier musste den Kongress wegen seiner Arbeit in Wolfenbüttel vorzeitig verlassen und ist auf dem Abschlussbild in Basel nicht mit abgebildet.

## Der Pragmatiker
Samuel Spier hatte visionäre Vorstellung von einer geänderten Gesellschaftsstruktur und verfolgte sie beharrlich. Aber er war auch Pragmatiker. Im Gegensatz zu fast allen seinen Mitstreitern sind von ihm keine öffentlichen Äußerungen radikaler Ansichten bekannt. Vielmehr warnte er immer wieder vor zu umstürzlerischen Forderungen. Sie würden nach seiner Sicht nur den umso größeren Widerstand der Staatsgewalt herausfordern. Sein Kontakt zu den Nationalliberalen riss auch in der Zeit seiner Arbeit für die SDAP nie ab. Unter anderem war er mit dem linksliberalen Verleger Franz Gustav Duncker befreundet. Im Juni 1870 plädierte er auf dem ersten Kongress der Partei in Stuttgart, den er als Vorsitzender des Parteiausschusses eröffnete, für die pragmatische Zusammenarbeit „mit der Volkspartei und anderen liberalen Bourgeoisparteien“. Er kritisierte das dogmatische Abstimmungsverhalten von Bebel und Liebknecht im Norddeutschen Reichstag. Spier argumentierte konzentriert, nüchtern und sachlich und etablierte sich als überzeugter Demokrat und geschickter Taktiker als mäßigender intellektuelle Kopf und Vordenker des Parteiausschusses.
Dieses vorsichtige Taktieren, sowie das Beibehalten seiner Kontakte zu liberalen Politikern, brachte Spier auch Kritik ein, vor allem von Bebel, der Spier zeitweise offenbar als Rivalen ansah und später durchaus an der Legende mitarbeitete, erster Parteivorsitzender der SdAP gewesen zu sein (er führte bis zum Zusammenschluss mit dem ADAV zusammen mit Wilhelm Liebknecht die Sächsische Volkspartei, nicht die SDAP ab ihrer Gründung). Bebel erwähnte Spier nur am Rande in seinen Erinnerungen und nannte ihn abschätzig „den vorsichtigen Spier“. Andererseits genoss Spier aber Vertrauen bei den Arbeitern und hohes Ansehen, vor allem auch bei Wilhelm Liebknecht, der nach der gemeinsamen Arbeit in den Ausschüssen in Basel über ihn in einem Brief schrieb: „Spier ist doch ein famoser Kerl. In Basel lernte ich erst, was hinter ihm steckt!“
Der scheinbare Widerspruch, den Spier verkörperte – zielstrebiges Verfolgen einer veränderten Gesellschaftsstruktur, auf der anderen Seite Ferne von jeder Radikalität – und seine offenkundige Mittlerstellung zwischen den einzelnen Strömungen der Arbeiterbewegung ist es, die seine politische Bedeutung ausmacht. Er war damit, auch wenn er nur wenige Jahre in der Parteiführung wirkte, wie Fricke schreibt, „zweifellos einer der einflußreichsten Figuren der frühen deutschen Sozialdemokratie“.

## „Hoch- und Landesverräter“
Der Krieg von 1870/71 brachte die SDAP in eine schwere Krise. Die Braunschweiger Parteiführung unterstützte nämlich zunächst den Krieg gegen Frankreich. Wer angegriffen werde, müsse sich verteidigen dürfen, war ihre Einstellung. Bebel und Liebknecht sahen das anders – für sie waren die Kriegshandlungen von Deutschland gewollt – und sprachen sich von Anfang an gegen einen Waffengang „gegen Brüder“ aus. Es kam zu einem heftigen Streit zwischen beiden Lagern, bei dem sich Geib in Hamburg ebenso wie in London Karl Marx („Die Franzosen brauchen Prügel“) auf die Seite Spiers und Brackes stellten: Die SDAP drohte zu zerfallen. Nach dem Sieg bei Sedan und der Gefangennahme Napoléons III. sprachen sich jedoch der Parteiausschuss ebenso wie Marx und Geib gegen die Weiterführung des Krieges aus und forderte am 5. September 1870 in einem Manifest einen sofortigen „ehrenvollen Frieden“ mit Frankreich. Damit war die Partei wieder vereint, doch das Ereignis hatte in anderer Hinsicht Konsequenzen.
Am 9. September 1870, fünf Tage nach der Herausgabe des Manifests, wurden alle Mitglieder Parteiausschusses und der Drucker des Manifests, ein völlig unpolitischer Bürger, verhaftet, und wie Schwerstverbrecher in Ketten geschlossen auf die Feste Boyen im ostpreußischen Lötzen verbracht. ("Lötzener Kettenaffäre") Spier wurde als einziger bei seiner Verhaftung in Wolfenbüttel relativ anständig behandelt. Die Anklage lautete auf Landesverrat; sie schrumpfte jedoch nach siebenmonatiger Haft zu einem simplen Vergehen gegen das Vereinsgesetz. Demnach durfte die SdAP nämlich in Deutschland nicht zugleich Teil der IAA sein. Von der für Spier geforderten mehrjährigen Freiheitsstrafe blieben im Urteil letztlich zwei Monate Gefängnis übrig, die durch die viel längere Untersuchungshaft abgegolten waren.
Spier fand im ersten Sozialistenprozess des neugegründeten Reiches „wegen seiner intellektuellen Fähigkeiten, seiner politischen Rolle, seiner amtlichen Stellung als Lehrer, seines beträchtlichen Vermögens und vor allem wegen seiner Kontakte zu Mitgliedern der verbotenen Internationale die besondere Aufmerksamkeit des Staatsanwaltes“. (Hans M. Hensel) Für Georg Eckert, den besten Kenner der Sozialgeschichte des 19. Jahrhunderts, zählen Spiers konzentrierte und sachliche Aussagen in diesem Prozess, in denen er keinen Deut von seinen Überzeugungen abwich, „zu den wertvollsten Zeugnissen aus der Frühzeit der deutschen Sozialdemokratie“.
Noch aus dem Gefängnis heraus hatte Spier an der Reichstagswahl vom 3. März 1871 teilgenommen. Der Versuch der Partei, den Inhaftierten Bracke und Spier durch eine Wahl die Türen des Gefängnisses zu öffnen, indem man sie neben den aussichtslosen Heimatwahlkreisen in einer sächsischen Parteihochburg aufstellte, schlug jedoch fehl. Nur Bebel gewann einen einzigen Reichstagssitz für die SDAP gegen Schulze-Delitzsch in Glauchau-Meerane. Nach Bebel erreichte Spier aber die zweithöchste Stimmenzahl unter allen Mitgliedern der Parteiführung. Er kam in seinem zweiten Wahlkreis Mittweida-Frankenberg (neben Helmstedt-Wolfenbüttel) in die Stichwahl gegen den eigens gegen ihn aufgebotenen bekannten Nationalliberalen Prof. Karl Biedermann, gegen den er ehrenvoll mit 4017 zu 5430 Stimmen unterlag. Im Teilbezirk Stadt Mittweida hatte er trotz scharfer Presseattacken gegen die Sozialdemokraten sogar klar gewonnen.

## Schuldirektor und Privatgelehrter
Gerade aus der Haft entlassen, hielt Samuel Spier am 15. Mai 1871 in Braunschweig vor rund 1200 Menschen noch einmal eine vielbeachtete Rede, dann wurde es unvermittelt still um ihn. Er verließ Wolfenbüttel und tauchte politisch regelrecht unter. Die Umstände und Hintergründe dafür liegen völlig im Dunkeln.
Für die Braunschweiger Behörden war er nach Frankfurt am Main verzogen und hatte sich dort als Privatgelehrter niedergelassen. In Wirklichkeit aber ging er zurück nach Segnitz. Er übernahm hier die Leitung des Brüsselschen Instituts, jener höheren Internatsschule, an der er bereits von 1862 bis 1864 als Junglehrer tätig gewesen war. Später kaufte er seinem Vorgänger, Simon Eichenberg, das Institut ab, das zu diesem Zeitpunkt mindestens fünf große Gebäude in der Ortsmitte umfasste.
Mit dem Ende des Schuljahres 1881 löste Spier das Brüsselsche Institut auf zog mit seiner Familie und den beiden überlebenden Kindern wieder nach Frankfurt. Dort taucht er in verschiedenen Dokumenten immer wieder als „Privatgelehrter“ auf (er war unter anderem mit dem Zoologen Wilhelm Kobelt, einem ehemaligen Alsfelder Klassenkameraden, befreundet und engagierte sich gemeinsam mit seiner Frau auch als Kunstmäzen, so zum Beispiel für Hans Thoma, der zeitweise in seiner direkten Nachbarschaft lebte) und schrieb aller Wahrscheinlichkeit nach für die von Wilhelm Schmidt redigierte sozialdemokratische Frankfurter Tageszeitung Volksstimme. Obwohl er seine Artikel nie mit vollem Namen gezeichnet hat, wurden an einen sozialdemokratischen „Redakteur“ namens Spier Drohbriefe adressiert, die mit der Einleitung „Sie elender Saujud“ begannen.
Vor allem aber engagierte sich Spier in Frankfurt an der sozialdemokratischen Basis für die Genossenschaftsbewegung. Unter anderem war er jeweils Gründungsvorsitzender der Frankfurter Genossenschaftsbäckerei und des Frankfurter Konsumvereins und blieb es bis zu seinem Tod.
Er starb 1903 in Frankfurt im Alter von 65 Jahren. Die SPD erwähnte ihn noch einmal auf ihrem Parteitag von 1904: Mit Genosse Samuel Spier, der am 9. Oktober in Frankfurt verstarb, schied einer von der alten Garde aus der Reihe der Lebenden. Auch die Genossenschaftsbewegung vergaß ihn nicht und ehrte ihn noch einmal in ihrer 1925 erschienenen Festschrift 25 Jahre Konsumverein Frankfurt am Main und Umgebung. Darin befindet sich das – außer dem nach der sogenannten „Lötzener Kettenaffäre“ benannten „Kettenbild“ mit seinen damaligen politischen Mitstreitern – das einzige erhaltene Abbild von Samuel Spier.

## Italo Svevos väterlicher Freund und Lehrer
Als Direktor des Brüsselschen Instituts in Segnitz war Samuel Spier unter anderem 1874–1878 Lehrer von Aron, genannt Ettore Schmitz (Italo Svevo) und dessen Bruder Adolfo aus Triest, sowie 1876–1878 von einem weiteren Bruder, Elio Schmitz. Alle drei waren als Internatszöglinge in einer Dachkammer direkt über der Wohnung von Spier untergebracht. Während der schwächliche Elio sich in der Fremde unwohl fühlte und entsprechende Erinnerungen in einem „Tagebuch“ festhielt fügten sich Ettore und Adolfo gut ein, lernten unter der Obhut des Bücherwurms und Atheisten Spier und seiner jungen, ebenso belesenen Frau Anna, einer später bekannten Kunstkritikerin, weit mehr über Literatur (Shakespeare, Goethe, Schiller, Heine, Turgenjew) als Wirtschaftskunde. Ettore verliebte sich in Segnitz in eine bezaubernde Nichte der Spiers, Anna Herz aus Frankenthal, die im Tagebuch seines Bruders, in den Erinnerungen von Svevos Frau an ihren Mann, sowie verschlüsselt im 16. Kapitel von Svevos ersten Roman Una vita (Ein Leben) vorkommt, in dem auch Segnitz – ohne das Dorf namentlich zu nennen – detailgenau beschrieben wird. Mindestens einmal fuhr der junge Ettore mit Spier nach Frankfurt. Zwei Bilder von ihm in Schuluniform, um 1877 im Atelier des Frankfurter Photographen Gustav Graf aufgenommen, sind die einzigen bekannten Bilder eines Zöglings dieses Internats in Uniform.
Samuel Spier ist „Herr Beer“ in Svevos Erzählung L'avvenire dei ricordi (dt. Die Zukunft der Erinnerungen), die ursprünglich das Datum „1. 5. 25“ als Überschrift trug. Aufgrund der genauen Beschreibung in einem Satz des Manuskripts, der sowohl in der italienischen Ausgabe als auch in der deutschen Übersetzung bis dahin fehlte, konnte 1996 das Haus in Segnitz wiedergefunden werden, wo der untergetauchte Sozialist Spier und der zukünftige Schriftsteller Svevo vier Schul- und Internatsjahre lang nahezu in einer Vater-Sohn-Beziehung lebten.

## Ehrungen
- In Alsfeld gibt es seit dem Jahre 2005 eine zentral gelegene Samuel-Spier-Gasse.
- In Wolfenbüttel beschloss der Stadtrat am 20. Dezember 2017, den einzigen Platz in einem neugeplanten östlichen Stadtteil mit 380 Wohneinheiten (am Zusammentreffen der Straßen Hainbuchenring und Södekamp) "Samuel Spier Platz" zu benennen.[6]
- Für das Museum Schloss Wolfenbüttel konzipierte Hans Christian Mempel zum 100. Todestag Samuel Spiers (2003) auf Anregung von Hans Michael Hensel die Ausstellung „Samuel Spier, ein Vorkämpfer für Demokratie und soziale Gerechtigkeit 1838–1903“ unter dem Titel eines Zitates von Spier aus dem Jahre 1870: „Ohne Freiheit ist die Einheit wenig werth.“. Sie wurde am 17. Januar 2004 mit einem Vortrag von Rudolf G. A. Fricke eröffnet. Vom 31. März bis 8. Mai 2005 wurde die Ausstellung im Regionalmuseum Alsfeld gezeigt, vom 29. 6. bis 15. 7. in Kitzingen zusammen mit einer von Hensel zusammengestellten Ausstellung über die jüdische Geschichte der höheren Schulen Marktbreits. Von dort ging sie an das Mozart-Schönborn-Gymnasium Würzburg, wo Fricke den einführenden Vortrag am 15. November 2005 hielt. Weitere geplante Ausstellungen in Zusammenarbeit mit der Friedrich-Ebert-Stiftung, u. a. in Eisenach, kamen offenbar nicht zustande. (Quellen: Verwaltungsbericht der Stadt Wolfenbüttel 2005, 52f. (PDF; 940 kB) und /www.rudolf-fricke.de)

## Veröffentlichungen (Auswahl)
- Sp.: "Braunschweiger Volkswirthschaftlicher Kongreß" – Braunschweiger Tageblatt 9. August 1866, 1 f. (Wiederveröffentlicht als "Schulze-Delitzschs nassauische Kellerfahrt und Bismarcks weitsichtiger Blick. Samuel Spiers Bericht vom Braunschweiger Volkswirtschaftlichen Kongreß 1866." – "Feuilleton" Nr. 1. (Italo Svevo zum 70. Todestag) Segnitz: Zenos Verlag 1998, 23 ff.)
- Sp.: "Pädagogischer Verein Wolfenbüttel" – Braunschweiger Tageblatt 29. August 1866. (Samuel Spier fordert anläßlich eines Spendenaufrufs für das in Berlin geplante Denkmal für Adolph Diesterweg u. a.: "Leitung der Schulen durch Schulmänner und nicht durch Theologen!" und spricht sich in einem weiteren Artikel mit gleichem Titel am 26. Februar 1867 für einen besseren Geschichtsunterricht an Volksschulen aus.)
- S. Spier (mit W. Bracke): Thesen über das demokratische Programm Joh. Jacoby's. Braunschweig 1868. (Wiederveröffentlicht als Faksimile u. a. in: H. M. Hensel/J. Gatt-Rutter: Svevo-Spier 1996, 202 f.)
- Spier: "Der Waldenburger Strike und die Mitglieder der Internationalen Arbeiterassoziation im Ausland" – Der Volksstaat 15. Januar 1870. (Wiederveröffentlicht als Faksimile u. a. in: H. M. Hensel/J. Gatt-Rutter: Svevo-Spier 1996, 212 f.)
- S. Spier: "Die Sozialisten und das Malthussche Bevölkerungsgesetz" – Berichte des Freien Deutschen Hochstiftes zu Frankfurt am Main 1886–1887, 280 ff.
- S. Spier: "Eisfabrikation" – Berichte des Freien Deutschen Hochstiftes zu Frankfurt am Main 1886–1887, 103 ff.
- S. Spier: "Einfluß des Zwischenhandels auf die Detailpreise" – Berichte des Freien Deutschen Hochstiftes zu Frankfurt am Main 1889 210 ff.
- S. Spier: "Die Raiffeisenschen Darlehnskassenvereine" – Berichte des Freien Deutschen Hochstiftes zu Frankfurt am Main 1890, 241 ff.
- S. Spier: "Die technische Herstellung des Rübenzuckers und die Rübensteuer" – Berichte des Freien Deutschen Hochstiftes zu Frankfurt am Main 1890, 266 ff.
- S. Spier: "Die gewerbliche Erziehung im Auslande, insbesondere in Frankreich" – Berichte des Freien Deutschen Hochstiftes zu Frankfurt am Main 1892, 220 ff.